# Sergia inous
Sergia inous är en kräftdjursart som först beskrevs av Faxon 1893.  Sergia inous ingår i släktet Sergia och familjen Sergestidae. Inga underarter finns listade i Catalogue of Life.